# Chevrolet Opala
O Chevrolet Opala é o primeiro automóvel de passeio desenvolvido e fabricado pela General Motors do Brasil, de 1968 a 1992.
Lançado como concorrente do Ford Galaxie e do Dodge Dart, o Opala foi apresentado ao público brasileiro na edição de 1968 do Salão do Automóvel de São Paulo. Sua carroceria foi inspirada no alemão Opel Rekord, mas com estilo e mecânica do norte-americano Chevrolet Impala, o que fez a montadora batizá-lo com o acrônimo Opala (Opel+Impala). De forma rápida foi aceito pelo público, tornando-se um modelo consagrado.
Teve diversos usos, como veículo particular e viatura de polícia. Após mais de vinte anos do fim de sua fabricação, o modelo ainda é utilizado como carro diário, também atingindo o prestígio de objeto de coleção.

## História

### Projeto

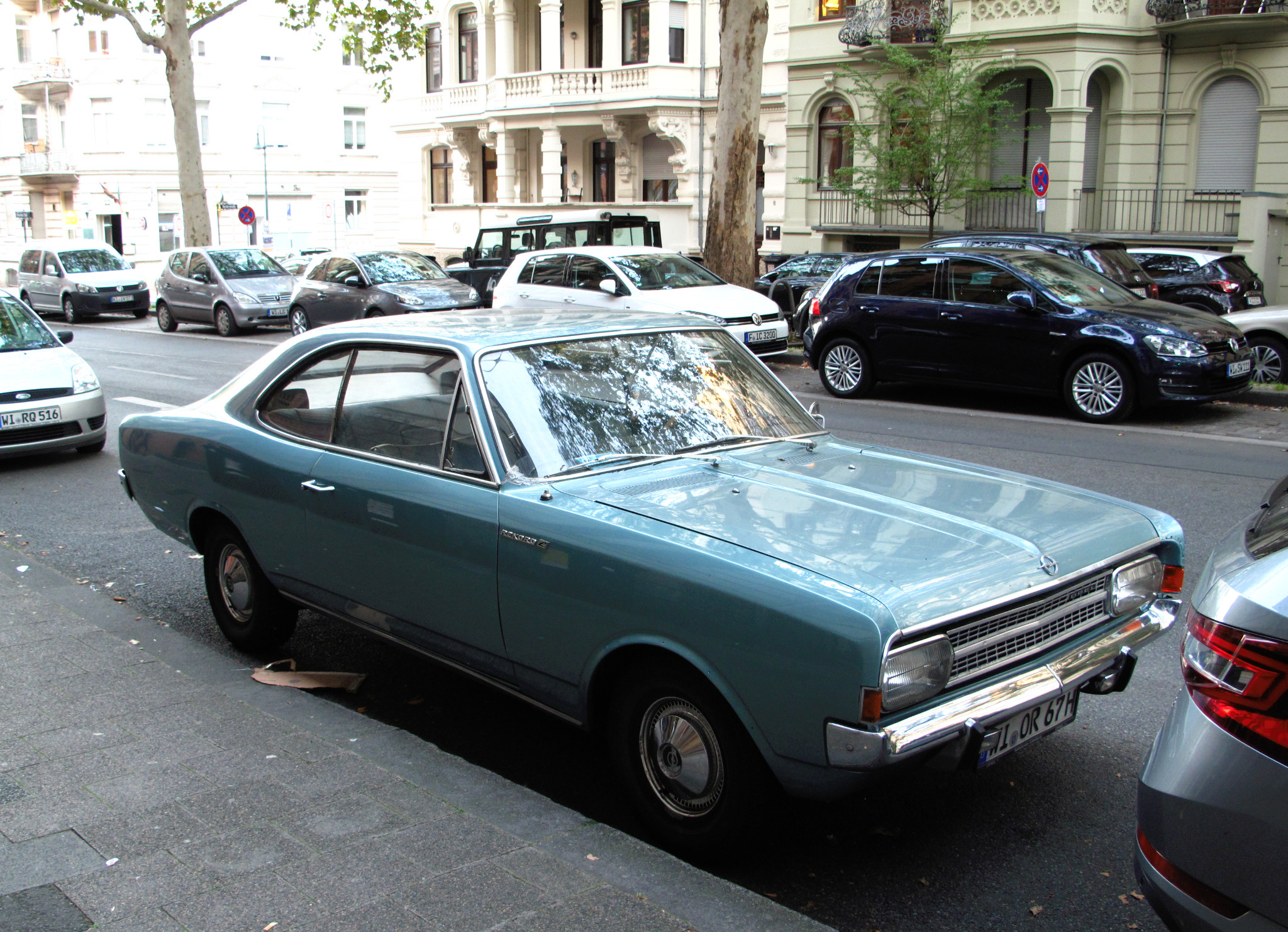
Opel Rekord, que teve sua parte dianteira utilizada no projeto do Opala

Enquanto a Ford planejava, desde 1965, um sedã de luxo com base no Galaxie americano, a General Motors só reagiu após o lançamento do Galaxie brasileiro, no V Salão do Automóvel de São Paulo, em 1966.
Para acelerar seu desenvolvimento, o novo modelo, denominado projeto 676, foi baseado no Opel Rekord Série C lançado na Alemanha em 1967. No entanto, o primeiro problema do projeto alemão foi o uso de unidades de medida do sistema métrico, enquanto no Brasil a General Motors empregava o sistema imperial. Para aproveitar o conjunto mecânico e motorização existentes no país, a fábrica adotou uma configuração incomum no novo modelo, com a metade traseira baseada no Rekord, com peças construídas no sistema métrico, enquanto a metade dianteira aproveitou projetos do Chevrolet Impala americano,  feito no sistema imperial. A adoção dos dois elementos em um projeto obrigou a General Motors a manter duas linhas de montagem para o Opala, problema sanado apenas em 1979, com a unificação para o sistema métrico.

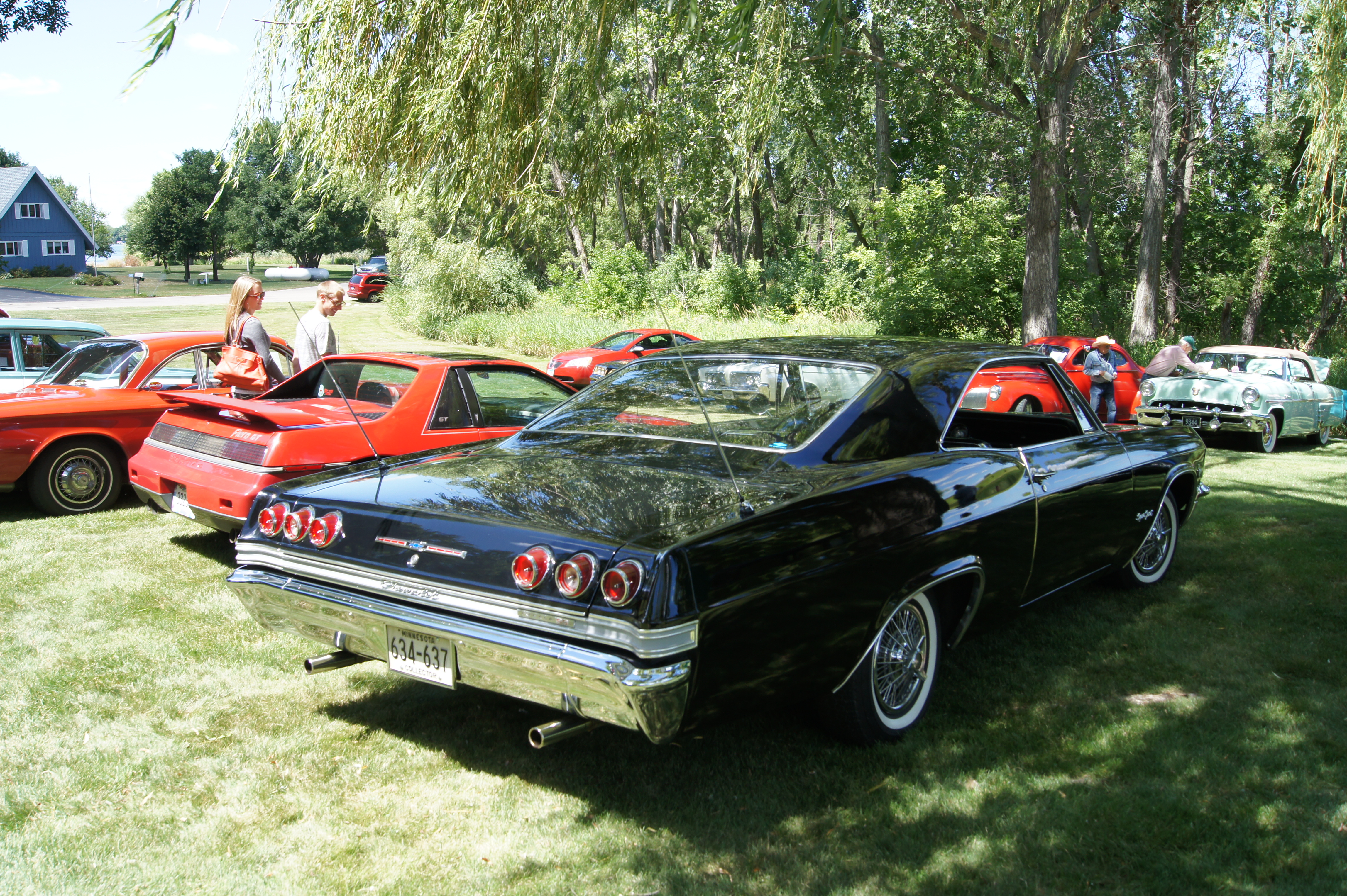
Chevrolet Impala dos anos 1960, cuja projeto da parte traseira foi utilizada no Opala

A motorização escolhida foi uma adaptação do Chevrolet Stovebolt, utilizado inicialmente em 1929 e obsoleto à época. Algumas versões do Opala passaram a oferecer como opcional o novo motor Chevrolet Turbo-Thrift. Os motores de seis cilindros foram adaptados na carroceria do Rekord, com peças do Impala. Durante toda sua vida útil, o motor sofreu um problema crônico de vazamento de óleo. Como o custo de resolução era próximo ao do desenvolvimento de um novo propulsor, a General Motors preferiu ignora-lo até o final da produção do Opala. Outros problemas estavam relacionado ao consumo excessivo, vibrações do motor de quatro cilindros e problemas de equalização do conjunto de cilindros.
O projeto 676 levou cerca de dois anos para sua conclusão e foi apresentado na abertura do VI Salão do Automóvel de São Paulo, num sábado, dia 23 de novembro de 1968, já como linha 1969.
Foi fabricado ao longo de vinte e três anos e cinco meses, na cidade paulista São Caetano do Sul, localizada na Região Metropolitana de São Paulo, passando por atualizações estéticas e mecânicas, sendo mantido o projeto original até ao dia 16 de abril de 1992. Tinha duas opções de motorização, com quatro ou seis cilindros, sempre carburados, tanto para as versões básicas, luxuosas ou esportivas. É considerado um veículo robusto e confortável, com um bom espaço aos ocupantes.
Nunca sofreu grandes mudanças, mantendo a mesma linha de cintura (desenho lateral) e motorização. Foi eleito pela Revista Autoesporte o Carro do Ano de 1972, prêmio vencido também pela Caravan, versão station wagon do Opala, em 1976. 
Mais de um milhão de unidades foram produzidas. O veículo foi sucedido pelo Omega, também projeto da Opel.
Em sua campanha publicitária de lançamento, nos comerciais televisivos, personalidades de época, como o jogador de futebol Rivelino, o cantor Jair Rodrigues e a atriz Tônia Carrero, testavam o veículo e anunciavam as qualidades que ele oferecia, enquanto a propaganda impressa dava destaque para a robustez e performance.

## Versões

### Standard / Especial
Com o lançamento da linha Opala, em novembro de 1968, foram disponibilizadas duas versões, a básica, denominada Standard, que a partir de 1971 teve o nome alterado para Especial, e a Luxo.

### Luxo
A versão Luxo era a mais cara, com acabamento superior e cromados exteriores, sendo ofertados como opcionais freios a disco, teto de vinil e motor 3800. Posteriormente foi lançada uma versão superior, deixando esta como intermediária.

### Gran Luxo
Lançada em 1971, a Gran Luxo era posicionada como a versão topo de linha, com acabamento superior ao Luxo. Poderia-se optar pela versão coupé ou sedan, duas opções de motor, sendo a de quatro cilindros 2500 e a seis cilindros 3800, logo substituído pelo 4100, que antes era exclusividade da versão SS, e câmbio no assoalho.

### Opala SS

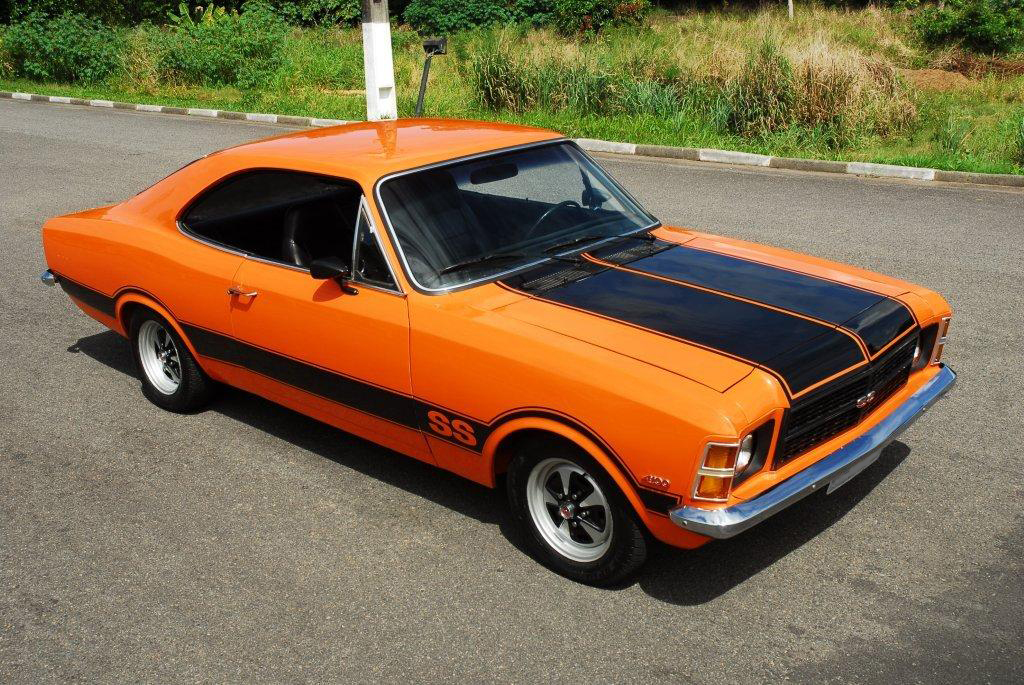
Opala SS 1978

Em 1971, a versão esportiva SS, na carroceria quatro portas, foi lançada para disputar o mercado de carros esportivos, vindo com acabamento diferenciado, como volante de 3 raios, rodas esportivas, painel com conta-giros de escala até 6 mil rpm e faixas esportivas com a inscrição SS nos para-lamas, tendo como destaque o então novo motor 4100, bancos individuais e câmbio de quatro marchas no assoalho.
A denominação original para SS é Super Sport, mas criou-se uma lenda que dizia ser as iniciais de Separated Seats, já que foi a primeira linha a sair de fabrica com dois bancos na frente, ou até mesmo Super Star, porém a GM nunca confirmou nem desmentiu tais afirmações.
No ano seguinte, com o lançamento da carroceria duas portas, quase todas as unidades SS foram montadas nesta configuração, havendo mínima produção na carroceria quatro portas, sendo logo retirada de oferta. Em 1973, com a crise do petróleo, a Chevrolet lançaria a versão SS4 do Opala, para 1974, com motor de quatro cilindros. Em 1975 o motor 250-S, o mesmo 4100, mas com tuchos mecânicos, seria lançado para rivalizar com os modelos Maverick GT, da Ford, e Charger R/T, da linha Dodge, ambos com motores V8.
Os modelos SS foram oferecidos até 1980, com alguma produção para 1981, sofrendo modificações conforme os anos, como a disposição das faixas e demais adereços.

### Caravan

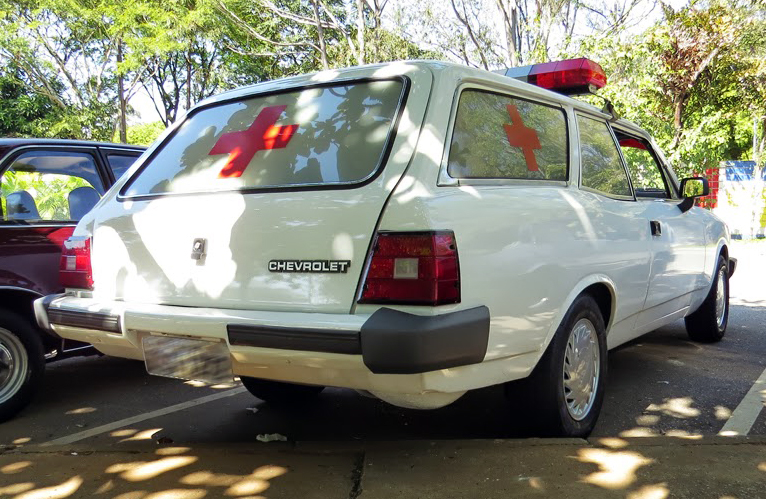
Opala Caravan, utilizada como ambulância

Desde o lançamento do Opala, a Chevrolet já pensava numa versão perua, conhecida por Caravan, o que ocorreu apenas em 1975, quando a linha Opala recebeu uma reestilização mais abrangente. Ela oferecia as mesmas opções de motores e acabamento, inclusive a esportiva SS, lançada em 1978. Ao contrário dos modelos de duas e quatro portas, a Caravan não recebeu a versão Diplomata, em 1980, quando esta fora lançada, mas apenas cinco anos depois.
Cogitou-se ainda a versão quatro portas, que nunca foi produzida em série, porém, a indústria de cabines duplas Sulam, em conjunto com a Concessionária Guaporé, desenvolveu uma reestilização com quatro portas, porém poucas unidades foram montadas. Nessa época seu concorrente direto era a Volkswagen Santana Quantum.

### Comodoro

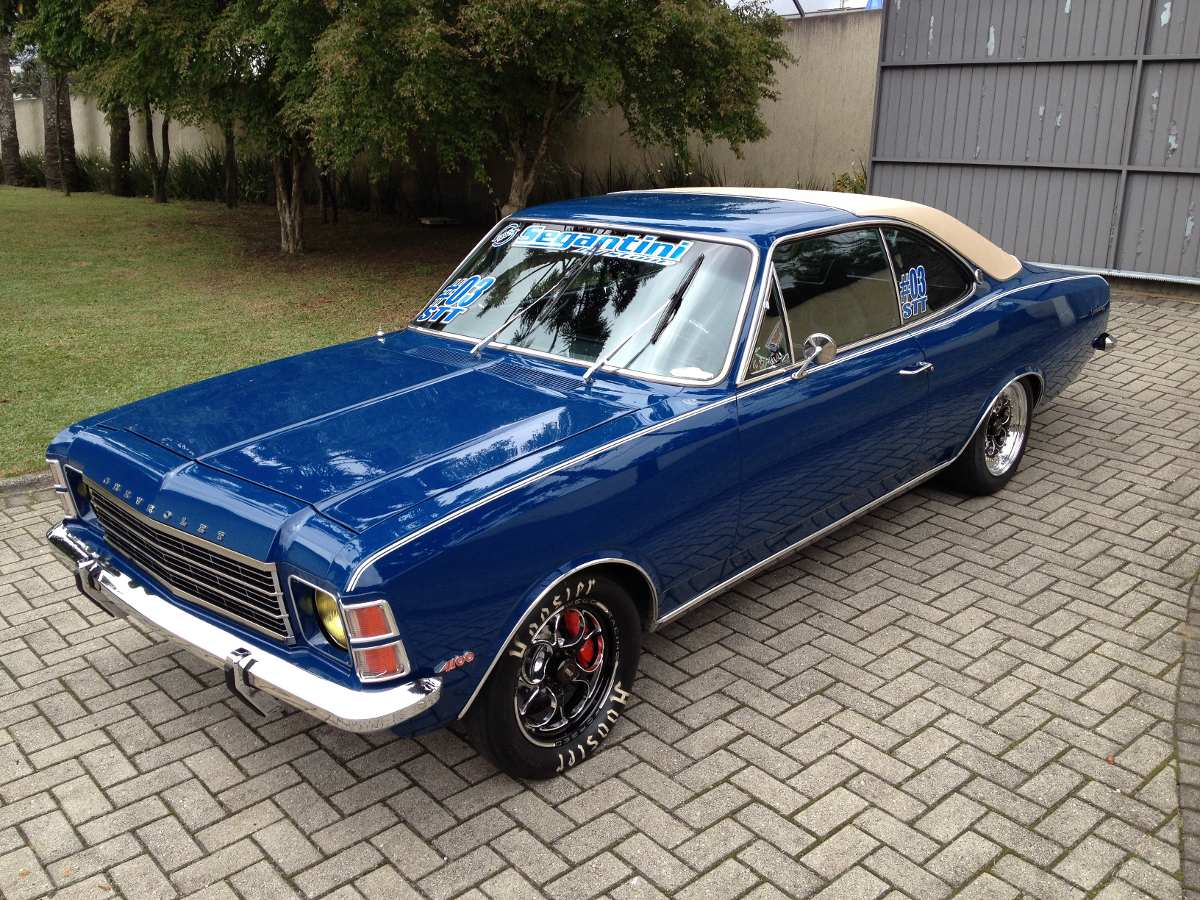
Opala Comodoro 1978

No ano de 1975, somado à remodelação visual da linha e do lançamento da Caravan, houve a entrada de uma nova versão de luxo, em substituição à Gran Luxo, batizada de Comodoro, que trazia diferenciais como o interior com apliques de jacarandá, meio teto de vinil Las Vegas (exclusivo para o modelo coupé) e um filete pintado na linha de cintura da carroceria. Em 1980, a versão Comodoro seria reposicionada como opção intermediária na linha Opala (permanecendo até o encerramento desta) em função do lançamento da versão Diplomata, mas como versão topo de linha para a station wagon Caravan, esta lançada na versão Diplomata somente em 1986. Com o advento da linha 1988, a versão Comodoro seria rebatizada para Comodoro SL/E. Algumas edições especiais do Comodoro, na época sem distinção documentada, tinham teto vinílico, rodas esportivas de magnésio ou ainda teto solar. Essas versões, assim como a versão caminhonete (inspirada no V-8 El Camino) que teve apenas alguns poucos exemplares fabricados, são motivo de muitas discussões entre os especialistas em carros antigos.

### Diplomata
Para o ano de 1980, a linha Opala passou por uma remodelação mais profunda, assumindo formas mais retangulares nas lanternas dianteiras e traseiras. Embora recebesse uma reformulação externa, o interior do veículo só foi alterado na linha 1981, também com desenho retangular, com exceção do painel de instrumentos, que manteve relógios circulares, junto com um novo volante e novo acabamento. Quanto ao reposicionamento da alavanca do freio de estacionamento, esta veio nos modelos de 1979.

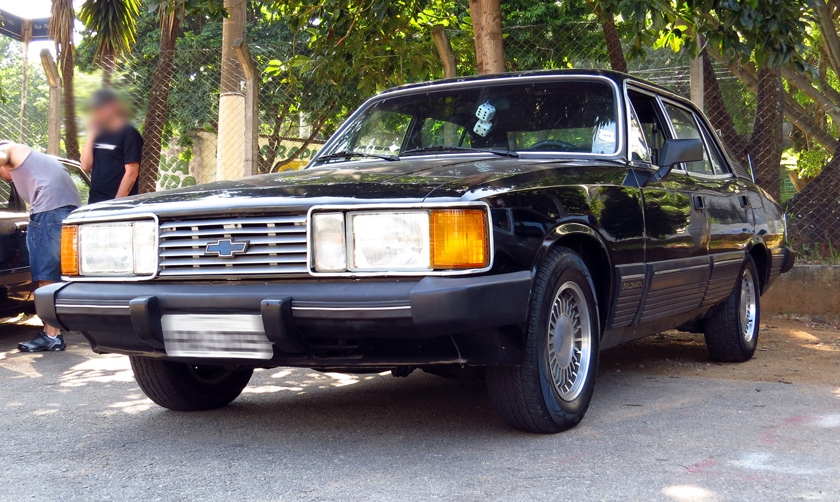
Opala Diplomata 1987

 Nos modelos de 1980 surgiria também a nova versão topo-de-linha denominada Diplomata, mantendo como opcionais o revestimento de vinil, total ou parcial e oferecidos opcionalmente até 1982, e outros itens de conforto. 
Em 1985 ocorrereu uma leve reestilização da linha Opala, como novas lanternas traseiras tricolores, atendendo a resolução do CONTRAN, e a incorporação faróis de milha aos faróis principais. O destaque maior foi nos itens de conforto oferecidos, como vidros, travas e retrovisores elétricos, assim como itens funcionais melhorados, como o desembaçador traseiro e direção ajustável.
Na linha 1988, as versões foram renomeadas para SL, Comodoro SL/E e Diplomata SE. Havia ainda a versão L, restrito às frotas de pessoas jurídicas e governamentais. Recebeu modificações mais significativas na frente e na traseira, com poucas alterações no interior. Toda linha tem faróis trapezoidais, grade prateada, ou preta no modelo SL, lanternas traseiras coloridas e com nova disposição das luzes e apliques na seção central, onde fica a placa de licença, com exceção dos modelos SL, escondendo o bocal de combustível, e com diferentes cores, conforme a versão, sendo "Rubi" no Comodoro e "Fumê" no Diplomata.
No interior as novidades, como volante e grafismos nos instrumentos, agora com iluminação indireta, e alguns recursos então raros para o mercado nacional: ajuste de altura da coluna de direção de sete posições, ar condicionado com saída para os passageiros no banco traseiro, alarme sonoro para faróis ligados e temporizadores de faróis, da luz interna e dos controles de vidros. A partir daí, se seguiram vários retoques em detalhes estéticos e aprimoramentos mecânicos, elétricos e de conforto até o fim da sua produção. Para a linha 1989 deixava de ser produzida a versão duas portas.
Para o segundo semestre de 1990, o Diplomata SE deixou de contar com a motorização quatro cilindros, ao passo que o velho 4100 ganhou aprimoramentos visando economia. Na potência declarada, contudo, houve um acréscimo de 3 cv, tanto nas versões a álcool, quanto a gasolina. Os exemplares dessa safra, com motor "biela-longa" e demais aprimoramentos, no entanto, sem os para-choques envolventes, diferenciavam-se dos demais pela ausência de frisos no entorno da lanterna traseira. Vale lembrar que, os motores 4100 deixaram de ser oferecidos na versão movida a álcool a partir de 1990.

### Fim da produção
O último exemplar do Opala foi fabricado no dia 16 de abril de 1992, quando foi produzida a unidade número um milhão. A ocasião de seu encerramento mobilizou vários entusiastas e fãs do automóvel, que saíram em carreata nos arredores da fábrica em São Caetano do Sul, como protesto pela retirada do modelo de linha.

Uma série limitada especial do encerramento da produção foi batizada Diplomata Collectors. Foram fabricados em apenas três cores: azul Millos, preto Memphis e vermelho Ciprius, equipadas com câmbio automático, eram acompanhados de chaveiro com inscrições douradas, traziam um VHS sobre a história do Opala e um certificado assinado pelo presidente da GM do Brasil, tudo dentro de uma pasta de couro. Mesmo nessa versão, a forração em couro preto era opcional.

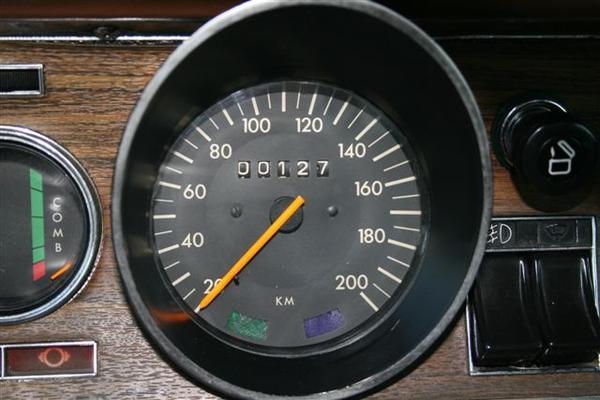
Odômetro do Opala 1979

Ressalta-se que essa série teve cem exemplares, sem numeração especial nos chassis, o que frequentemente leva muitas pessoas a pensar, de forma errônea, que foram os últimos exemplares fabricados. Além disso, a marcação dos chassis não ocorreu de forma sequencial, revelando que entre a fabricação de um veículo e outro, foram produzidos exemplares de outras versões.
O último Opala que aparece no vídeo (CTH-1992 chassi 107904) foi montado antes da série Collectors. Por reprovação do controle de qualidade, entre os defeitos mencionaram que o chassi está gravado de cabeça pra baixo nos vidros. Portanto, ficou na fábrica abandonado. Saiu da fábrica em 1998 ou 1999, esquecido pela GM. Além disso, o carro foi desmanchado, onde aos poucos serviu para ceder peças aos clientes em curto prazo. Na remontagem/restauração colocaram bancos do 91, com os encostos de cabeça maciços. Os emblemas traseiros foram fixados de forma errada, na parte de cima do vinco da tampa do porta-malas, como os modelos 90 e anteriores.
O carro foi emplacado em 98/99, quando finalmente saiu da fábrica um modelo Diplomata cor Preto Memphis, este foi emplacado e cedido pela Chevrolet para o acervo de exposição do Museu da Tecnologia da ULBRA, em Canoas, Rio Grande do Sul. Atualmente, este exemplar pertence a um ex-funcionário da GM e está em São Paulo. O último Collectors em circulação está em São Paulo, encontrando-se com o colecionador Alexandre G. Badolato, fabricado em 16 de abril de 1992, na cor vermelho Ciprius e chassi final 108.055, conforme várias imagens do vídeo de despedida do Opala. 

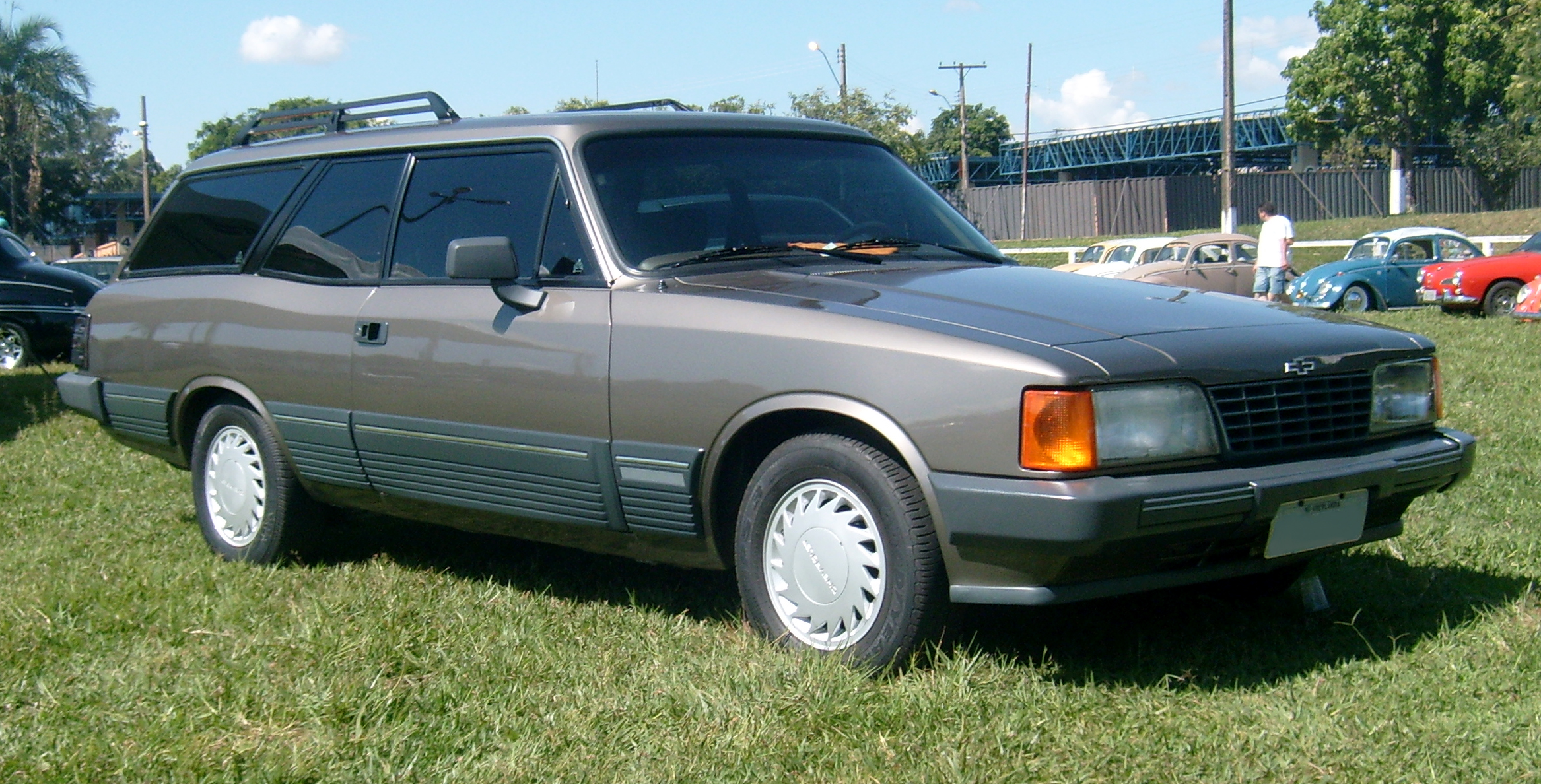
Chevrolet Caravan Diplomata

O último exemplar fabricado da Caravan, também em 16 de abril de 1992, é de propriedade do colecionador Alexandre G. Badolato, foi um modelo SL ambulância que hoje está descaracterizada, porém o colecionador está restaurando-o para devolver as características originais.
A partir daí, o Opala teve como sucessor o Chevrolet Omega, fabricado no Brasil de 1992 a 1998, e depois importado da Austrália até 2012. Já a Caravan teve como sucessora a Chevrolet Omega Suprema, fabricada no Brasil de 1993 a 1996. O Omega foi um grande sucesso e um carro inovador para a época, mas vendeu bem menos que o Opala, principalmente devido à concorrência e a abertura do mercado para veículos importados. Também na família Omega/Suprema que o antigo motor 4.1 do Opala teve sobrevida por mais quatro anos entre 1995 e 1998.

## Versatilidade

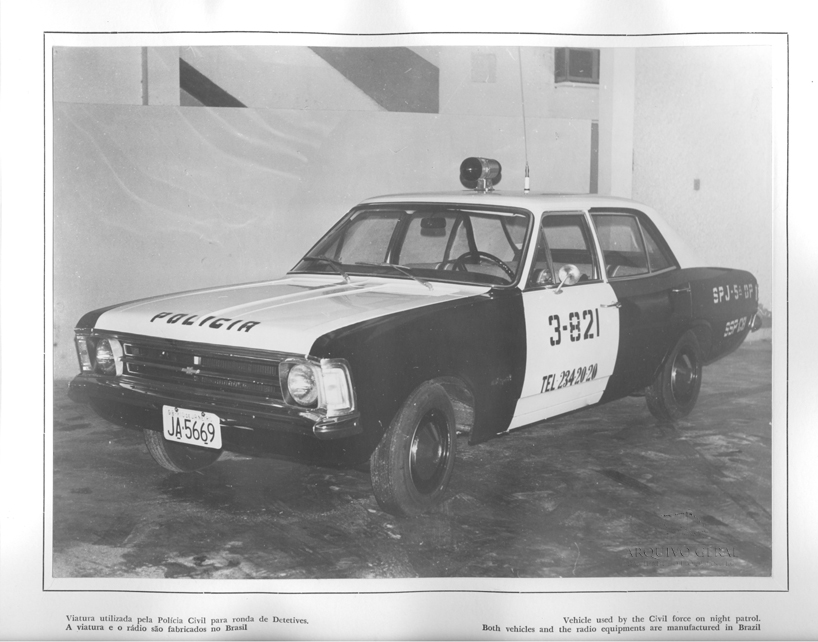
Chevrolet Opala da Polícia Civil do Estado do Rio de Janeiro (década de 1970)

Várias organizações no Brasil adotaram o Opala como veículo de suas frotas, foram muito utilizados como viaturas de Polícia Civil e Militar, Guardas Municipais, Carro Oficial da Presidência da República, Carro Resgate do Corpo de Bombeiros e Ambulâncias.
Sua robustez, facilidade de manutenção e baixo consumo de combustível na versão 2.5 gasolina, também fizeram do carro um dos mais utilizados como táxi.

Sua mecânica serviu de base para vários outros carros esportivos fora-de-série e réplicas fabricadas artesanalmente, a exemplo do Santa Matilde, Puma GTB e o Fera XK, réplica do Jaguar XK de 2 lugares.

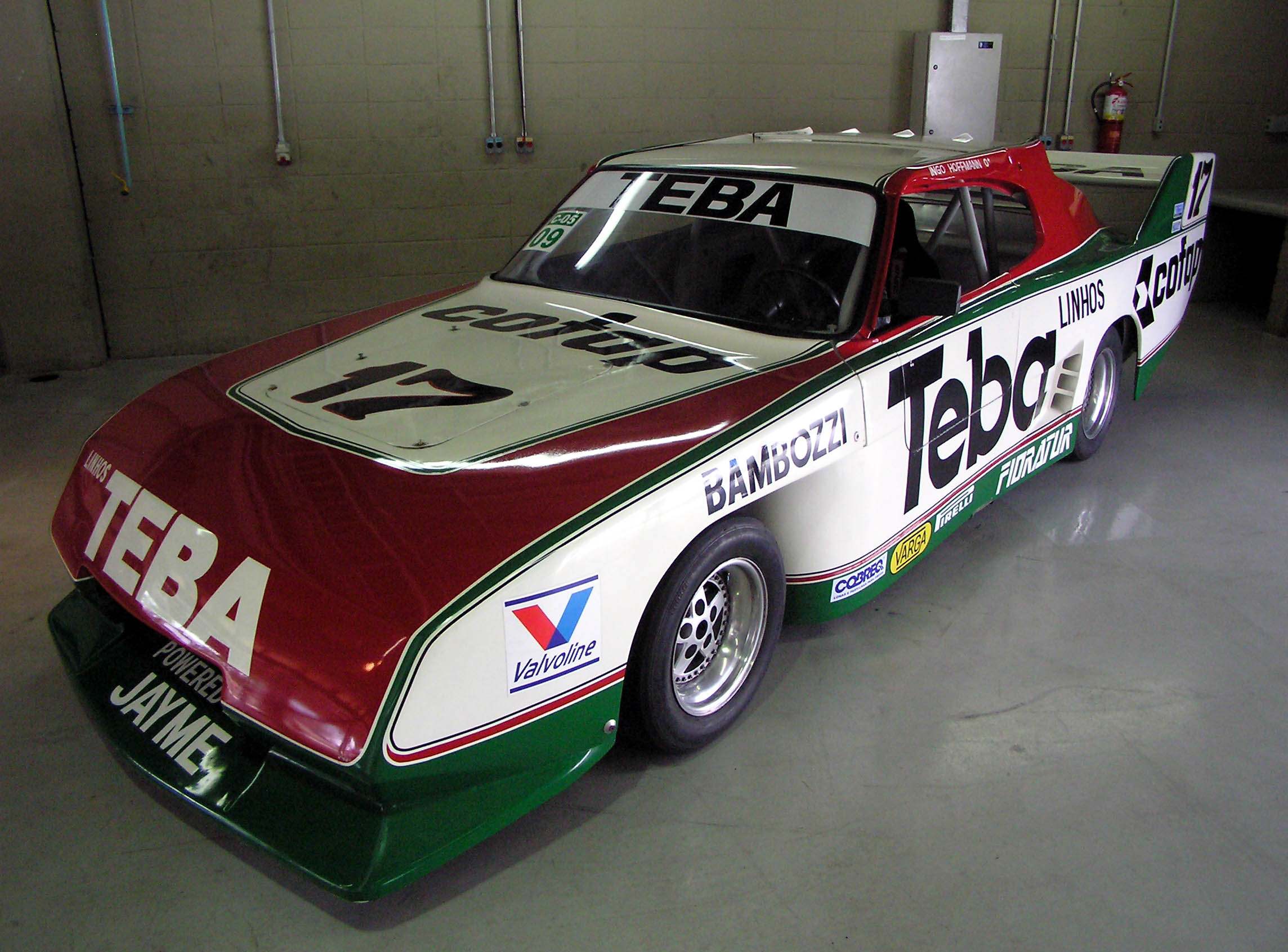
Opala 1988 SS da Stock Car Brasil.

Foi um carro bem sucedido na Stock Car, modelo único para todas as equipes, e Turismo, onde o Opala era concorrente direto do Ford Maverick GT V8, e em provas de arrancada.
Opala fez um recorde particular de velocidade máxima em julho de 1970, na Rodovia Castelo Branco, em São Paulo, quando o piloto Bird Clemente, a bordo do seu modelo quatro portas bateu o recorde brasileiro de velocidade ao cravar 225km/h, com motor preparado e taxa de compressão um pouco mais elevada, válvulas maiores e três carburadores Weber.
Vinte e um anos depois, em 1991, na direção de outro Opala, o piloto Fábio Sotto Mayor, estabeleceu o novo recorde de velocidade, ao atingir 303,157 km/h, com uma versão de duas portas, em um trecho da Rodovia Rio-Santos. O carro tinha seu motor original, mas foi providenciada uma taxa de compressão maior, bem com o uso de três carburadores Weber de corpo duplo.

## Cultura
O Opala é um carro  luxuoso, com mecânica confiável. Graças a tais características é um dos mais cultuados veiculos e com vários clubes dedicados ao modelo. São inúmeras as aparições em filmes, novelas, livros e músicas. Dentre os filmes, destaca - se Muito Gelo e Dois Dedos d'Água, onde um modelo Luxo vermelho vira um dos personagens principais, e também Nossa Vida não Cabe num Opala, Bingo: O Rei das Manhãs, Faroeste Caboclo e La vingança.

## Eventos

### Opalapa
Evento realizado na cidade da Lapa/PR, cidade tema de conflitos históricos para o Brasil,  em comemoração ao aniversário do veículo que ocorre sempre próximo a data de 19 de novembro. O Opalapa reúne anualmente na casa de 700 Chevrolet Opala e Caravan, além de um público medio de mais de 8 mil pessoas. 

## Motorizações

### Quatro cilindros
Aos primeiros anos do Opala, o motor quatro cilindros de 2509 cm³ (153 pol³) basicamente era uma versão quatro cilindros do Stovebolt Americano. Originalmente desenvolvido para equipar a linha básica do Chevrolet Nova, de 1961.

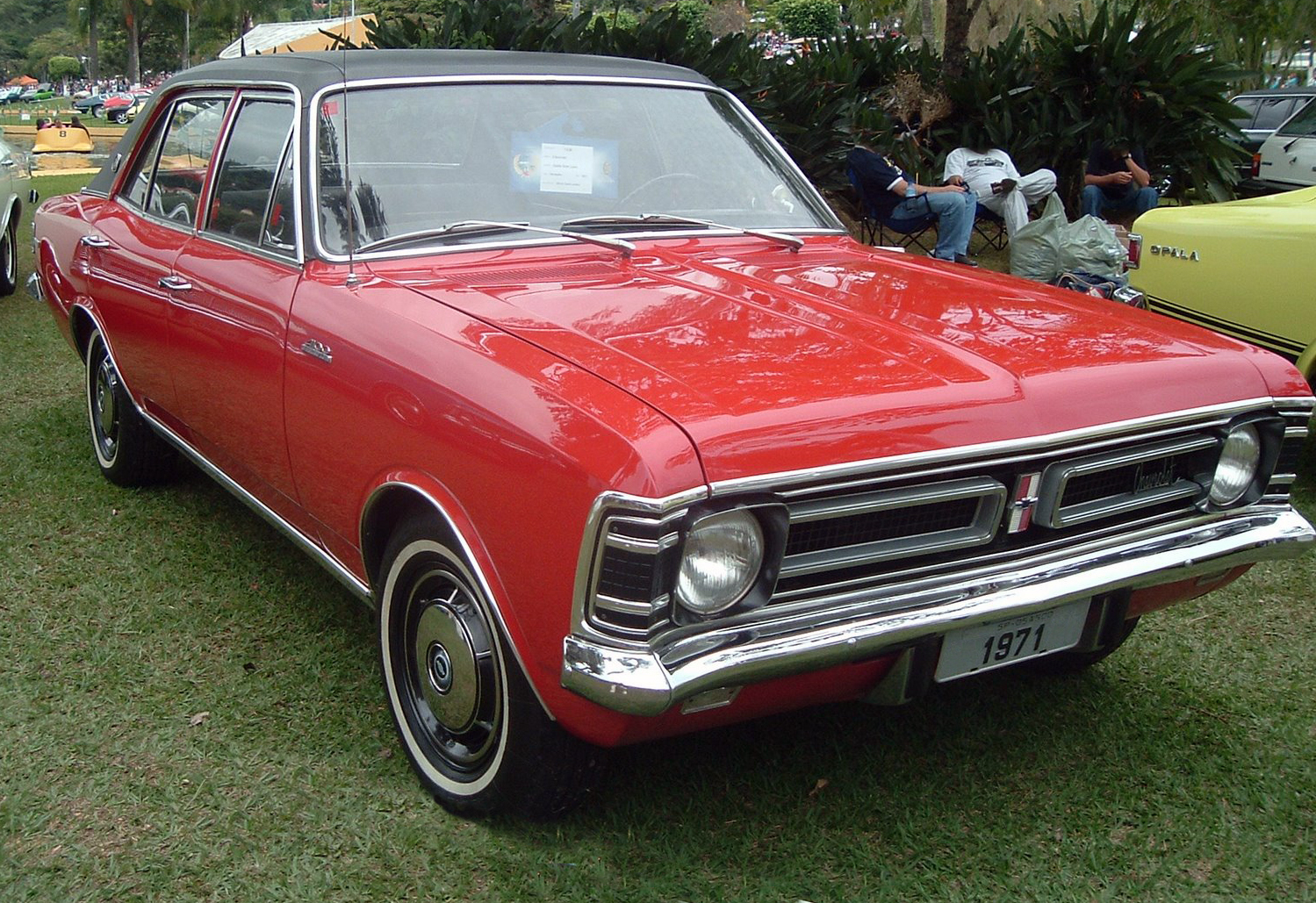
Opala 1971 como motor de quatro cilindros (3800)

Em 1974, com o objetivo de conferir maior suavidade, seu motor de quatro cilindros recebeu alguns aperfeiçoamentos, a saber: aumento do diâmetro dos cilindros, com pistões mais leves, bielas mais longas, virabrequim com menor curso, e volante com maior massa. Com isso, a cilindrada foi ligeiramente reduzida para 2474 cm³ (151 pol³), tendo maior giro.
Este motor ainda passou por mais alguns refinamentos, caracterizando-o como 151-S, com novo coletor de admissão de alumínio, carburador de corpo duplo. Essas alterações visaram tornar o motor mais eficiente na opção SS.
A partir de 1980, foi oferecida a opção do motor a álcool como combustível, um biocombustível de menor poder calórico, mas que produz mais potência que a gasolina por aceitar uma taxa de compressão mais elevada, além de ser menos poluente. Com isso, os Opalas quatro cilindros a álcool obtiveram acelerações mais rápidas e velocidade final superiores aos modelos à gasolina.
Durante um tempo, a General Motors diferenciou os motores por cores, como o verde para o 151-S com carburação Weber 446 com corpo duplo, o azul para o151 com carburador Solex H40 de corpo simples, azul para o 250, vermelho para o 250-S, amarelo para os motores a álcool. A partir de 1988 todos os motores foram padronizados na cor cinza.
| Motor | Descrição             | Potência líquida | Torque               | Fabricação | Combustível | Carburador |
| ----- | --------------------- | ---------------- | -------------------- | ---------- | ----------- | ---------- |
| 153   | quatro cilindros 2.5L | 80 cv a 3800 RPM | 18 kgfm a 2600 RPM   | 1968-73    | Gasolina    | 228        |
| 151   | quatro cilindros 2.5L | 82 cv            | -                    | 1974–77    | Gasolina    | Solex H40  |
| 151-S | quatro cilindros 2.5L | 98 cv a 4800 RPM | 19,8 kgfm a 2800 RPM | 1971–80    | Gasolina    | Weber 446  |
| 151   | quatro cilindros 2.5L | 88 cv            | -                    | 1985–88    | Gasolina    | Solex H34  |
| 151   | quatro cilindros 2.5L | 90 cv            | -                    | 1988–90    | Gasolina    | 3E         |
| 151   | quatro cilindros 2.5L | 92 cv            | -                    | 1991–90    | Gasolina    | 3E         |
| 151   | quatro cilindros 2.5L | 103 cv           | -                    | 1980–84    | Etanol      | Solex H34  |
| 151   | quatro cilindros 2.5L | 112 cv           | -                    | 1985–90    | Etanol      | Solex H34  |

### Seis cilindros
O motor de seis cilindros de 3.8L (230 pol³) utilizado no Opala deriva da 3a geração do veterano Stovebolt. Tinha por características um bloco leve, e sete mancais no eixo virabrequim. Originalmente destinava-se a alguns modelos da GM Americana, dentre eles: Chevrolet Nova, Impala, Chevelle, Camaro e alguns utilitários leves.

No Brasil, este motor seguiu passando por várias atualizações e, inclusive após o encerramento da produção do Opala.

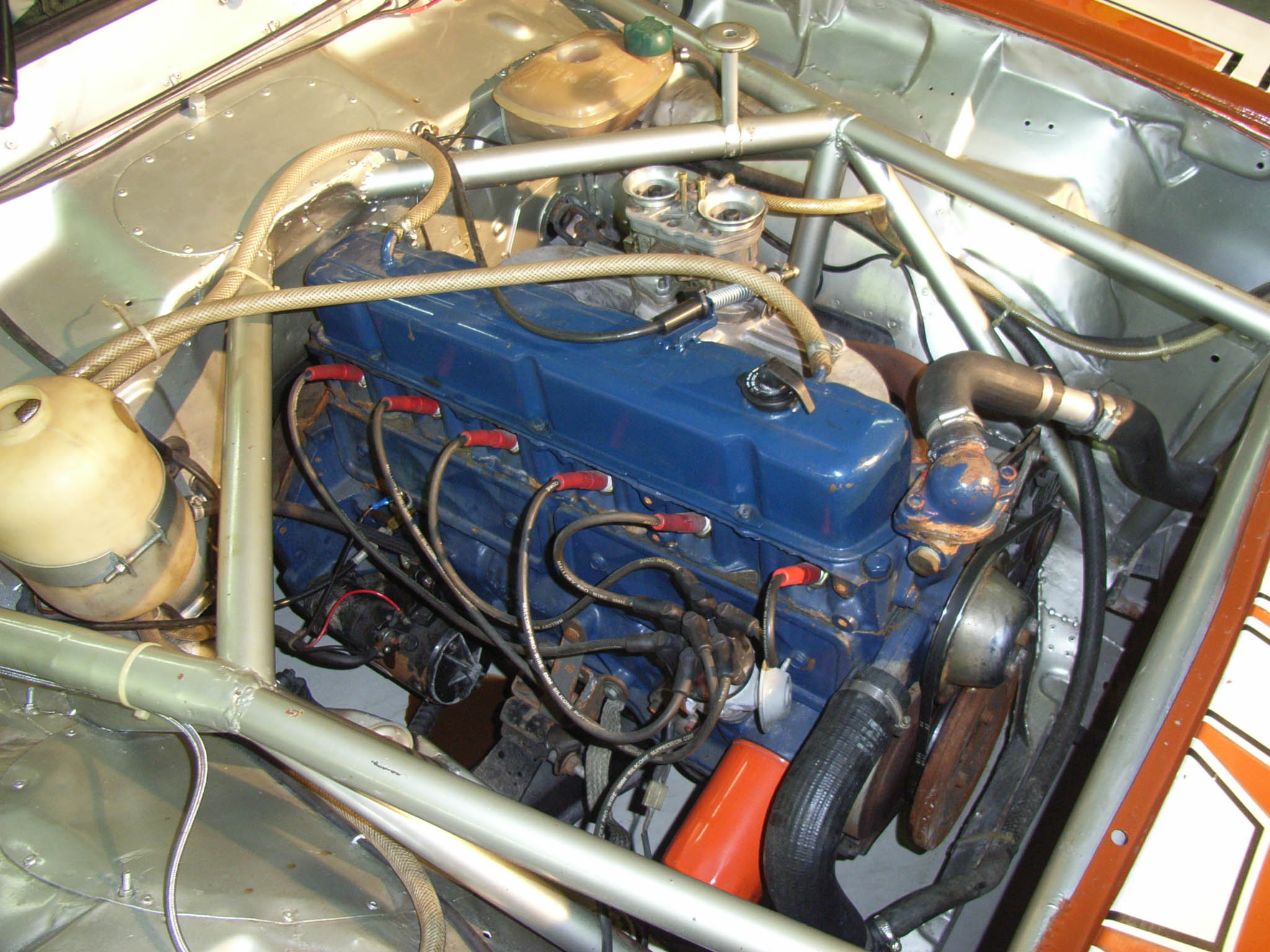
Motor 250 S (seis cilindros) preparado para competições

Logo em 1970, adotou virabrequim de maior curso, elevando seu deslocamento para 4.1L (250 pol³). Posteriormente, ao longo do tempo, recebeu pistões mais leves e bielas mais longas.
A Chevrolet desenvolveu em 1974 o motor 250-S, onde uma leve preparação era conferida ao motor 4100, como tuchos mecânicos, carburador duplo, comando de válvulas com maior duração de abertura, e também taxa de compressão mais elevada.
Oferecido opcionalmente, este 250-S mais agressivo foi homologado para a antiga Divisão 1 da CBA, com taxa de compressão 9,2:1. Havia versões mais comuns do 250 com taxa de compressão de 7,8:1 e 8,5:1, mas todos eram vendidas normalmente ao público em concessionárias GM, sua principal desvantagem era o câmbio de transmissão que vinha de fábrica com apenas três velocidades para os Opalas normais, quatro marchas no assoalho para o 250S nas versões manuais e, em 1992, o câmbio de cinco marchas no assoalho. Para as versões automáticas, primeiro foi oferecido o câmbio de três marchas e posteriormente o de quatro marchas, o mesmo utilizado nas BMW's contemporâneas.
Este motor e suas variantes equiparam também o Chevrolet Omega, os utilitários Chevrolet Bonanza, Chevrolet Veraneio, as caminhonetes Chevrolet A10, Chevrolet A20, Chevrolet C20 e Chevrolet Silverado, e alguns utilitários pesados, como o caminhão A60 (canavieiro), neste último com capacidade cúbica elevada para 4.8L/292pol3.
| Motor                             | Descrição           | Método de medição da potência | Potência          | Torque                | Fabricação | Combustível | Carburador |
| --------------------------------- | ------------------- | ----------------------------- | ----------------- | --------------------- | ---------- | ----------- | ---------- |
| 230 - 3.8                         | seis cilindros 3.8L | SAE (bruta)                   | 125 cv a 4000 RPM | 26,2 a 2400 RPM       | 1968–71    | Gasolina    | -          |
| 250 - (kit Envemo opcional) - 4.1 | seis cilindros 4.1L | SAE (bruta)                   | 205 cv a 5500 RPM | 34 kgfm a 5500 RPM    | 1971–75    | Gasolina    | 3 DFV 446  |
| 250 - 4.1                         | seis cilindros 4.1L | SAE (bruta)                   | 130 cv a 4000 RPM | 29 kgfm a 2400 RPM    | 1971–75    | Gasolina    | -          |
| 250-S - 4.1                       | seis cilindros 4.1L | SAE (bruta)                   | 171 cv a 4800 RPM | 32.5 kgfm a 2600 RPM  | 1976–80    | Gasolina    | -          |
| 250 - 4.1                         | seis cilindros 4.1L | SAE (bruta)                   | 132 cv            | -                     | 1980–84    | Gasolina    | -          |
| 250 - 4.1                         | seis cilindros 4.1L | DIN (líquida)                 | 132 cv a 4000 RPM | 30,1 kgfm a 2000 RPM  | 1985–90    | Etanol      | Solex H34  |
| 250 - 4.1                         | seis cilindros 4.1L | DIN (líquida)                 | 121 cv a 4000 RPM | -                     | 1985–89    | Gasolina    | DFV 446    |
| 250 - 4.1                         | seis cilindros 4.1L | DIN (líquida)                 | 121 cv a 3800 RPM | 29,0 kgfm a 2000 RPM  | 1991–92    | Gasolina    | Solex 3E   |
| 250 - 4.1                         | seis cilindros 4.1L | DIN (líquida)                 | 141 cv            | 32, 8 kgfm a 2500 RPM | 1991–92    | Etanol      | Solex 3E   |

Observação
Potência liquida é medida estando o motor como se estivesse funcionando no carro, com escapamento, filtro de ar, alternador gerando e corrente. É a potência real do motor, porém ainda existem as perdas geradas pelo conjunto de transmissão do veículo.
Se a potência for medida de maneira bruta diretamente no motor sem nenhum de seus agregados, como correias e ventoinha, será maior que a indicada como líquida.